# Puerta de Menin
La Puerta de Menin (en neerlandés: Menenpoort; en francés: Porte de Menin) es un monumento de guerra en Ypres, Bélgica dedicado a los soldados británicos y de la Commonwealth que murieron en el saliente de Ypres en la Primera Guerra Mundial y cuyas tumbas son desconocidas. El monumento está situado en la salida este de la ciudad y marca el punto de partida para una de las principales vías de salida de la ciudad que llevaba soldados aliados a la primera línea. Diseñada por Sir Reginald Blomfield y construida por el gobierno británico, el Monumento conmemorativo Puerta de Menin  fue inaugurado el 24 de julio de 1927.